# Grand Prix van Nice 1947
De Grand Prix van Nice 1947 was een autorace die werd gehouden op 20 juli 1947 op het Nice Street Circuit in Nice.

## Uitslag
| Positie | No. | Rijder                   | Team          | Ronden | Tijd/Opgave  |
| ------- | --- | ------------------------ | ------------- | ------ | ------------ |
| 1       | 12  | Luigi Villoresi          | Maserati      | 100    | 3:07:07.1    |
| 2       | 28  | Jean-Pierre Wimille      | Simca-Gordini | 98     | +2 ronden    |
| 3       | 10  | Fred Ashmore Reg Parnell | ERA           | 98     | +2 ronden    |
| 4       | 14  | Alberto Ascari           | Maserati      | 97     | +3 ronden    |
| 5       | 34  | Charles Pozzi            | Delahaye      | 95     | +5 ronden    |
| 6       | 4   | Louis Rosier             | Talbot-Lago   | 93     | +7 ronden    |
| 7       | 8   | Leslie Brooke            | ERA           | 87     | +13 ronden   |
| 8       | 22  | Eugène Chaboud           | Delahaye      | 67     | +33 ronden   |
| DNF     | 6   | Reg Parnell              | Maserati      | 59     | Schakelstang |
| DNF     | 42  | Pierre Levegh            | Maserati      | 46     | Motor        |
| DNF     | 26  | Henri Louveau            | Maserati      | 46     | Ontsteking   |
| DNF     | 24  | "Raph"                   | Maserati      | 43     | Gespind      |
| DNF     | 30  | Louis Chiron             | Talbot-Lago   | 38     | Motor        |
| DNF     | 38  | Raymond Sommer           | Maserati      | 28     | Brand        |
| DNF     | 16  | Emmanuel de Graffenried  | Maserati      | 18     | Motor        |
| DNF     | 18  | Adolphe Mandirola        | Maserati      | 16     | Motor        |
| DNF     | 2   | Kenneth Evans            | Maserati      | 8      | Schakelstang |
| DNF     | 20  | Fred Meyer               | Maserati      | 5      | Ontsteking   |
| DNF     | 32  | Yves Giraud-Cabantous    | Talbot-Lago   | 5      | Cilinderkop  |
| DNS     | 36  | Benoît Falchetto         | Bugatti       | 0      |              |

Rijders waarvan de positie is aangegeven met DNF hebben niet de finish bereikt.